# Середина (Кировская область)
Середина — деревня в Юрьянском районе Кировской области в составе Верховинского сельского поселения.

## География
Находится на расстоянии примерно 27 километров по прямой на запад-северо-запад от районного центра поселка Юрья.

## История
Известна с 1802 года, когда здесь (тогда Паленовское займище или Середина) было учтено 20 душ мужского пола. В 1873 году было отмечено дворов 20 и жителей 155, в 1905 27 и 209, в 1926 32 и 182, в 1950 17 и 54 соответственно, в 1989 году проживало 115 жителей. В 1991 году ликвидирован совхоз «Буяковский». После ликвидации совхоза постепенно стали уезжать люди. До 2001 года закрылись медпункт, клуб, библиотека, начальная школа, магазин.

## Население
Постоянное население  составляло 26 человека (русские 100%) в 2002 году, 6 в 2010.